# Kožuchov
Kožuchov (in ungherese Kazsó) è un comune della Slovacchia facente parte del distretto di Trebišov, nella regione di Košice.